# Meinhard Prill
Meinhard Prill (* 1954 in Ergolding) ist ein deutscher Filmjournalist.
Nach dem Abitur 1973 studierte Prill ab 1974 an der Universität Regensburg Germanistik, Geschichte und Politische Wissenschaften. 1976 wechselte er an die Ludwig-Maximilians-Universität in München, wo er 1981 im Fach Germanistik über Zeitkritik und Geschichtsphilosophie im Werk Hölderlins promovierte. Danach war er als freier Verlagslektor und Fachberater für deutsche Literatur für die Neuauflage von Kindlers Literaturlexikon sowie als wissenschaftlicher Angestellter im Fach Neuere deutsche Literatur an der Universität München tätig.
Eine Begegnung mit Alexander Kluge führte ihn 1985 zum deutschen Fernsehsender Sat.1, wo er für Kluges Sendungen Die Stunde der Filmemacher und das Kulturmagazin 10 vor 11 mehr als 100 Filmbeiträge produzierte. Nach einer kurzen Mitarbeit bei Spiegel TV ist er seit 1991 für verschiedene öffentlich-rechtliche Sender tätig, darunter dem Bayerischen Rundfunk, dem Westdeutschen Rundfunk und 3sat.
Für seine Dokumentationen Hitlers letzte Opfer (zusammen mit Christian Frey und Sebastian Dehnhardt) sowie Kulisse für alle Zeiten: Der Stadtplatz von Eggenfelden und Von Himmel und Erde – Alltag im Kloster Landshut-Seligenthal wurde Prill 2001 und 2004 mit dem Bayerischen Fernsehpreis ausgezeichnet. 
Er lebt heute als freier Autor in München.